# مطالعات ژانر
مطالعات ژانر (به انگلیسی: Genre studies)، یک مفهوم علمی است که تمرکز آن بر روی مطالعه تئوری ژانر و بررسی آن به عنوان یک نظریه انتقادی در زمینه‌های مختلف؛ همچون ادبیات، هنر و سینما است. مطالعات ژانر یک رویکرد ساختاری برای مطالعه ژانر و تئوری ژانر در گونه‌های مختلف است. مطالعات ژانر، راهی برای سنجیدن روش‌های مختلف داستان‌گویی و عناصر آن است تا بتواند با تجزیه و تحلیل ترکیب‌های داستانی به یک الگوی داستانی مشخص برسد.